# Grande Prêmio do Canadá de 1978
Resultados do Grande Prêmio do Canadá de Fórmula 1 realizado em Montreal em 8 de outubro de 1978. Décima sexta e última etapa da temporada, nele o piloto Gilles Villeneuve, da Ferrari, assinalou a primeira vitória de um canadense na categoria.

## Classificação da prova
| Pos.    | Nº | Piloto                | Construtor         | Voltas | Tempo/Diferença        | Grid | Pontos |
| ------- | -- | --------------------- | ------------------ | ------ | ---------------------- | ---- | ------ |
| 1       | 12 | Gilles Villeneuve     | Ferrari            | 70     | 1:57:49.196            | 3    | 9      |
| 2       | 20 | Jody Scheckter        | Wolf-Ford          | 70     | + 13.372               | 2    | 6      |
| 3       | 11 | Carlos Reutemann      | Ferrari            | 70     | + 19.408               | 11   | 4      |
| 4       | 35 | Riccardo Patrese      | Arrows-Ford        | 70     | + 24.667               | 12   | 3      |
| 5       | 4  | Patrick Depailler     | Tyrrell-Ford       | 70     | + 28.558               | 13   | 2      |
| 6       | 22 | Derek Daly            | Ensign-Ford        | 70     | + 54.476               | 15   | 1      |
| 7       | 3  | Didier Pironi         | Tyrrell-Ford       | 70     | + 1:21.250             | 18   |        |
| 8       | 8  | Patrick Tambay        | McLaren-Ford       | 70     | + 1:26.560             | 17   |        |
| 9       | 27 | Alan Jones            | Williams-Ford      | 70     | + 1:28.942             | 5    |        |
| 10      | 5  | Mario Andretti        | Lotus-Ford         | 69     | + 1 volta              | 9    |        |
| 11      | 66 | Nelson Piquet         | Brabham-Alfa Romeo | 69     | + 1 volta              | 14   |        |
| 12      | 15 | Jean-Pierre Jabouille | Renault            | 65     | + 5 voltas             | 22   |        |
| NC      | 10 | Keke Rosberg          | ATS-Ford           | 58     | + 12 voltas            | 21   |        |
| Ret     | 26 | Jacques Laffite       | Ligier-Matra       | 52     | Transmissão            | 10   |        |
| Ret     | 7  | James Hunt            | McLaren-Ford       | 51     | Rodou                  | 19   |        |
| Ret     | 55 | Jean-Pierre Jarier    | Lotus-Ford         | 49     | Vazamento de óleo      | 1    |        |
| Ret     | 31 | René Arnoux           | Surtees-Ford       | 37     | Motor                  | 16   |        |
| Ret     | 21 | Bobby Rahal           | Wolf-Ford          | 16     | Sistema de combustível | 20   |        |
| Ret     | 2  | John Watson           | Brabham-Alfa Romeo | 8      | Acidente               | 4    |        |
| Ret     | 1  | Niki Lauda            | Brabham-Alfa Romeo | 5      | Freios                 | 7    |        |
| Ret     | 16 | Hans-Joachim Stuck    | Shadow-Ford        | 1      | Acidente               | 8    |        |
| Ret     | 14 | Emerson Fittipaldi    | Fittipaldi-Ford    | 0      | Acidente               | 6    |        |
| DNQ     | 17 | Clay Regazzoni        | Shadow-Ford        |        |                        |      |        |
| DNQ     | 19 | Beppe Gabbiani        | Surtees-Ford       |        |                        |      |        |
| DNQ     | 37 | Arturo Merzario       | Merzario-Ford      |        |                        |      |        |
| DNQ     | 25 | Hector Rebaque        | Lotus-Ford         |        |                        |      |        |
| DNPQ    | 36 | Rolf Stommelen        | Arrows-Ford        |        |                        |      |        |
| DNPQ    | 9  | Michael Bleekemolen   | ATS-Ford           |        |                        |      |        |
| Fontes: |    |                       |                    |        |                        |      |        |

## Tabela do campeonato após a corrida
| Pos.    | Piloto            | Pontos |
| ------- | ----------------- | ------ |
| 1       | Mario Andretti    | 64     |
| 2       | Ronnie Peterson   | 51     |
| 3       | Carlos Reutemann  | 48     |
| 4       | Niki Lauda        | 44     |
| 5       | Patrick Depailler | 34     |
| Fontes: |                   |        |

| Pos.    | Construtor         | Pontos |
| ------- | ------------------ | ------ |
| 1       | Lotus-Ford         | 86     |
| 2       | Ferrari            | 58     |
| 3       | Brabham-Alfa Romeo | 53     |
| 4       | Tyrrell-Ford       | 38     |
| 5       | Wolf-Ford          | 24     |
| Fontes: |                    |        |

- Nota: Somente as primeiras cinco posições estão listadas e os campeões da temporada surgem grafados em negrito. As dezesseis etapas de 1978 foram divididas em dois blocos de oito e neles cada piloto podia computar sete resultados válidos. Dentre os construtores era atribuída apenas a melhor pontuação de cada equipe por prova.